# Веште
Веште́ (перс. وشته‎) — село на севере Ирана, в остане Альборз. Входит в состав шахрестана Талекан. Является частью дехестана (сельского округа) Миан-Талекан бахша Меркези.

## География
Село находится в северо-западной части Альборза, в горной местности южного Эльбурса, на расстоянии приблизительно 32 километров к северо-северо-западу (NNW) от Кереджа, административного центра провинции. Абсолютная высота — 2044 метра над уровнем моря.

## Население
По данным переписи 2006 года население села составляло 388 человек (208 мужчин и 180 женщин). В Веште насчитывалось 110 семей. Уровень грамотности населения составлял 79,12 %. Уровень грамотности среди мужчин составлял 87,5 %, среди женщин — 69,44 %.